# Парк XIX ст. (Стрийський район)
Парк XIX ст. — парк-пам'ятка садово-паркового мистецтва місцевого значення в Україні. Розташований у межах Стрийського району Львівської області, за 0,5 км на північний захід від села Бережниця. 
Площа 3 га. Статус надано згідно з рішенням виконкому Львівської обласної ради від 9 жовтня 1984 року № 495. Перебуває у віданні Стрілківської сільської ради. 
Статус надано для збереження парку, закладеного в XIX ст. ландшафтним інженером графом Браніцьким. Збереглися будинки панського маєтку, які за радянського часу використовувались як психіатрична лікарня. У парку переважають дубово-букові насадження. 
Станом на 2018 рік, парк перебуває у занедбаному стані та інколи потерпає від незаконних рубок дерев.